# Peter Louis

a Compétitions nationales et continentales officielles uniquement.

Peter Louis, né le 18 janvier 1945, est un joueur et entraîneur australien de rugby à XIII.
Peter Louis a une carrière de joueur modeste mais dispute néanmoins trois rencontres du Championnat de Nouvelle-Galles du Sud avec Canterbury à la fin des années 1960. Après sa carrière de joueur, il devient entraîneur et connaît de nombreuses expériences en tant qu'entraîneur-adjoint à Parramatta puis North Sydney. Avec ce dernier, il en devient l'entraîneur principal de 1993 à 1999 permettant au club de renouer avec de grandes performances sans toutefois parvenir en finale du Championnat, il y est élu en 1994 meilleur entraîneur du Championnat de Nouvelle-Galles du Sud.
Il termine sa carrière en devenant l'entraîneur des arbitres de National Rugby League de 1999 à 2002.

## Palmarès

### En tant qu'entraîneur
- Individuel :
  - Nommé meilleur entraîneur du Championnat de Nouvelle-Galles du Sud  : 1994 (North Sydney).